# صادق الهلالي
صادق الهلالي (1921 - قبل عام 2004) هو طبيبٌ وعالمٌ في وظائف الأعضاء عراقي. كان أستاذًا لعلم وظائف الأعضاء (الفيزيولوجيا) في الكلية الطبية الملكية العراقية. يُعد صادق من أبرز المساهمين في مجال تعريب العلوم الطبية، حيث نشر عددًا من المؤلفات والمقالات حول الموضوع.

## حياته
وُلد صادق مهدي الهلالي (تذكره بعض المؤلفات باسم صادق جعفر الهلالي) في بغداد عام 1921 م. تشير دراسة بعنوان «ابن البيطار وأثره في الطب والصيدلة» الصادرة عام 1995 م بأنَّ «الحاج محمد الهلالي العطار بن إبراهيم الهلالي المتطبب بن سلمان بن نافع الهلالي من أسلاف الدكتور صادق الهلالي»، حيث كان الأول عطارًا في القرن الرابع عشر.
حصل صادق بعد إكماله الدراسة الثانوية على بعثةٍ حكوميةٍ للدراسة في أوروبا، فالتحق بمدرسةٍ للغات في بغداد، وذلك لتحضيره للدراسة في الجامعات والكليات الغربية. ولكنَّ الوزارة ألغت البعثة بسبب الحرب العالمية الثانية، فقدم صادق طلبًا للالتحاق بالكلية الطبية الملكية العراقية، ويُذكر أنه كان «طالبًا مجدًا ومثابرًا يحرص على الدوام والدراسة».:221-22 كان صادق معجبًا بأستاذ علم وظائف الأعضاء (الفيزيولوجيا) المصري محمد طلعت، وكان الأخير قد غادر إلى القاهرة في 19 ديسمبر/كانون الأول 1941.:222 تخرج صادق من الكلية الطبية الملكية العراقية في يونيو/حزيران 1946 م حيث حصل منها على درجة بكالوريوس الطب والجراحة.:80
عيّن بعدها في مديرية الخدمات الطبية، وعمل فترةً محدودةً في قسم الفيزيولوجي، ثم التحق بأستاذه محمد طلعت، وحصل في الإسكندرية على شهادة الدبلوم العالي في علم وظائف الأعضاء.:101 منحته بعدها منظمة الصحة العالمية بعثةً إلى المملكة المتحدة للدراسة، فحصل على شهادة الدكتوراة في نفس التخصص من جامعة برمنغهام عام 1954 م.:222 ولما عاد إلى بغداد عام 1955، عيّن أستاذًا مساعدًا في قسم الفيزيولوجيا. أصبح صادق بعد انقلاب 14 تموز 1958 معاونًا لعميد الكلية الطبية.:222
انتُخب صادق رئيسًا للجمعية الطبية العراقية عام 1959، كما نظم أول مؤتمرٍ طبيٍ عراقيٍ حضره عبد الكريم قاسم.:222 غادر صادق القسم عام 1978 م، حيث تنقل في مناصب تدريسية خارج العراق، فكان أستاذًا لعلم وظائف الأعضاء في الجامعة الأردنية وأيضًا في السعودية ونيجيريا، حيث عمل في مركز الملك فهد للبحوث الطبية، وكان أيضًا خبيرًا بالتعليم الطبي لمنظمة الصحة العالمية في الإسكندرية.:222

## مؤلفاته
كان لصادق الهلالي إسهاماتٌ بارزة في مجال تعريب الطب، حيث تذكر المصادر أنه «عكف على تأليف عدد من المعاجم في العلوم الطبية الأساسية»، كما «شارك في لجان تعريب المصطلحات الطبية».:222 ومن إسهاماته:
- «فسلجة الجهاز العصبي» (بالإنجليزية: Physiology of the nervous system)‏، الصادر عن مطبعة الأديب البغدادية عام 1972 م.[5][6]
- «معجم العين وأمراضها»، بالتعاون مع الدكتور محمد حكمت وليد. صادر عن منظمة الصحة العالمية عام 1993 م.[7][8]
- «معجم الوراثيات والعلوم البيولوجية والجزيئية»، بالتعاون مع سفيان العسولي. صادر عن منظمة الصحة العالمية عام 1993 م.[9][10]
- ترجمة النسخة التاسعة من كتاب «المرجع في الفيزيولوجيا الطبية» (بالإنجليزية: Textbook of medical physiology)‏ لمؤلفيه آرثر غايتون وجون هيل. نُشرت الترجمة في عام 1997 م.[11]
- «معجم طب الأعصاب» (بالإنجليزية: Dictionary of Neurology)‏، صادر عن منظمة الصحة العالمية عام 2002.[12]

بالإضافة إلى نشره عددًا من المقالات والمشاركات حول تعريب العلوم الطبية في عدة مجلاتٍ وندوات، منها:
- «ملاحظات حول «مصطلحات علم الوراثة والعلوم الوراثية» ومقترح لمصطلحات علوم الوراثة» في مجلة اللسان العربي بتاريخ يوليو/تموز 1983 م.
- «ملاحظات حول المعجم الطبي الموحد» في مجلة اللسان العربي بتاريخ أكتوبر/تشرين الأول 1983 م.
- «مشاريع معجمية: مشروع مصطلحات العين وأمراضها «القسم الأول»» في مجلة اللسان العربي بتاريخ يناير/كانون الثاني 1986 م.
- «منهجية وضع المصطلحات الطبية» في مجلة اللسان العربي بتاريخ يونيو/حزيران 1986.
- «ثالثا: مشاريع معجمية. مشروع معجم مصطلحات امراض العين «تتمة»» في مجلة اللسان العربي بتاريخ يونيو/حزيران 1986.
- «مشاريع معجمية: معجم مصطلحات علم الحياة الجهاز العصبي» في مجلة اللسان العربي بتاريخ يناير/كانون الثاني 1987.
- «السوابق واللواحق في مصطلحات العلوم الطبية» في مجلة مجمع اللغة العربية الأردني بتاريخ يناير/كانون الثاني 1987.
- «مشاريع معجمية: مشروع معجم مصطلحات علم الحياة الجهاز العصبي» في مجلة اللسان العربي بتاريخ يونيو/حزيران 1987.
- «تباين مصطلحات المعاجم العلمية وأثره على التعريب» في مجلة اللسان العربي بتاريخ يناير/كانون الثاني 1988.
- «تطوير منهجية وضع المصطلحات العلمية ورموزها ومختصراتها وتوحيدها وإشاعتها» في مجلة اللسان العربي بتاريخ يناير/كانون الثاني 1995.
- «المحور الثاني: التجربة العربية في تعريب الطب: التجربة العربية في تعريب العلوم وعلوم الطب» في مجلة اللسان العربي بتاريخ يناير/كانون الثاني 1997.

## وفاته
لم تُشر المصادر إلى تاريخ وفاة صادق الهلالي، إلا أنَّ «معجم طب الأسنان الموحد» الصادر عن منظمة الصحة العالمية عام 2004 م، كان قد ذكر في مقدمته «الدكتور صادق الهلالي (رحمه الله) (العراق)»؛ لذلك فإنَّ وفاته كانت قبل نشر هذا المُعجم. كما ذكر كتاب «صفحات من تاريخ التراث الطبي العربي الإسلامي» الصادر عن أكاديميا عام 2005 م «الذي نقله للعربية المرحوم الأستاذ الدكتور صادق الهلالي».

## وصلات خارجية
- صادق الهلالي على موقع أرشيف الشارخ.